# Fred Johnston
Fred Johnston (* 1951 in Belfast, Nordirland) ist ein nordirischer Schriftsteller.

## Leben
Johnston wurde 1951 als Sohn eines Handwerkers und einer Tänzerin in Belfast geboren, wuchs jedoch zunächst im kanadischen Toronto auf. Ende der 1950er Jahre kehrte er nach Belfast zurück. Hier besuchte er das St. Malachy´s College und das Cregagh Technical College. 1969 zog er nach Dublin und lebte später in Galway.
Johnston war in verschiedensten Berufen tätig. So arbeitete er als Journalist, Werbefachmann, Straßenmusiker, aber auch als Bauarbeiter und Transportarbeiter. Er gehörte zu den Gründern eines kleinen Verlags in Dublin.
Er schrieb Gedichte, Bühnenstücke und Kurzgeschichten. Letztere wurden in Zeitschriften und Zeitungen veröffentlicht. Darüber hinaus war er auch als Romanautor tätig.

## Auszeichnungen
1972 wurde er mit dem Hennessy Literary Award ausgezeichnet und erhielt ein Stipendium des Arts Council der Republik Irland.

## Werke (Auswahl)
- Picture of a Girl in a Spanish Hat, 1979
- Life and Death in the Midlands, 1979